# Austrophorocera macquarti
Austrophorocera macquarti är en tvåvingeart som beskrevs av Crosskey 1973. Austrophorocera macquarti ingår i släktet Austrophorocera och familjen parasitflugor. Inga underarter finns listade i Catalogue of Life.